# City and South London Railway

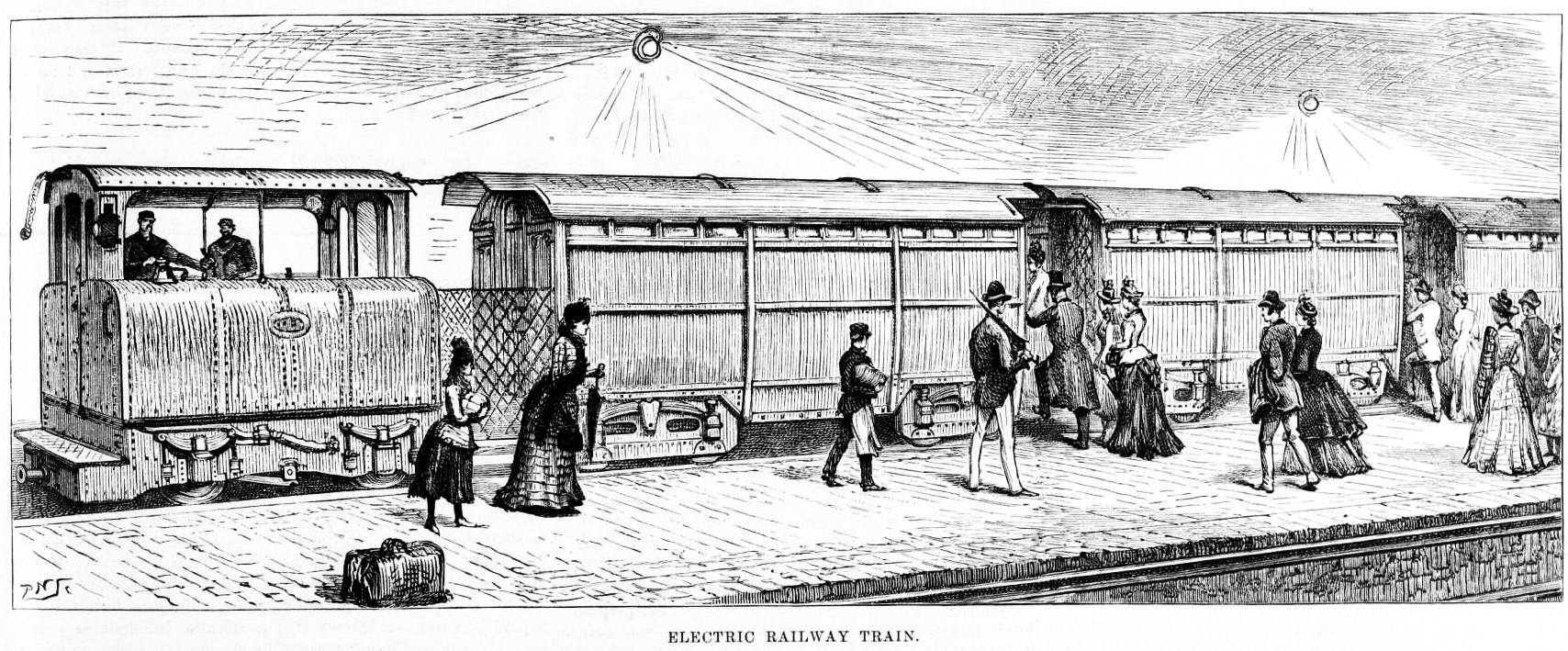
O imagine a unui tren City and South London Railway, din Illustrated London News, 1890

City and South London Railway (C&SLR) a fost prima linie de transport feroviar urban subterană de adâncime (metrou), și prima mare cale ferată care a folosit tracțiune electrică. Linia a fost inițial proiectată pentru trenuri trase cu cablul, dar din cauza falimentului constructorului de cablu, s-a ales un sistem cu tracțiune electrică – tehnologie experimentală la vremea aceea.
La deschiderea sa în 1890, linia avea șase stații și o lungime de 5,1 km într-o pereche de tuneluri între City of London și Stockwell, trecând pe sub Tamisa. Diametrul tunelurilor a restricționat dimensiunile trenurilor, și vagoanele mici cu scaune cu spătar înalt au fost botezate „celulele căptușite”. Calea ferată a fost extinsă de mai multe ori spre nord și spre sud, ajungând să deservească 22 de stații pe o distanță de 21,7 km din Camden Town în nordul Londrei până la Morden în Surrey.
Deși C&SLR a fost folosită intens, prețurile mici ale biletelor și costurile de construcție ale extensiilor au pus mare presiune pe finanțele companiei. În 1913, C&SLR au fost incluse în Grupul Underground de căi ferate și, în anii 1920, a trecut printr-o reconstrucție înainte de a fuziona cu o altă companie de căi ferate a grupului, Charing Cross, Euston & Hampstead Railway, formând o unică companie de metrou londonez denumită Northern Line. În 1933, C&SLR și restul grupului Underground au fost preluate în proprietate publică. Astăzi, tunelurile și stațiile sale formează ramificația Bank a Northern line de la Camden Town până la Kennington și porțiunea sudică a liniei de la Kennington la Morden.